# Världsmästerskapet i handboll för damer 2005
Världsmästerskapet i handboll för damer 2005 spelades 5–18 december 2005 i Sankt Petersburg, Ryssland.
De 24 deltagande nationerna indelades i fyra kvalificeringsgrupper. De tre främsta lagen gick vidare till omgång två, som bestod av två grupper om vardera sex lag. Grupp A och B bildade grupp I medan grupperna C och D bildade grupp II. De resultat som åstadkommits mot de övriga kvalificerade lagen medfördes till den nya gruppen.
Från andra omgångens grupper I och II gick de två bästa lagen till semifinal medan de två tredjeplacerade lagen möttes i en match om 5:e och 6:e plats och de två fjärdeplacerade lagen möttes i en match om 7:e och 8:e plats.

## Kvalificeringsgrupper

### Grupp A
Japan,  Ryssland,  Nederländerna,  Kina,  Kroatien,  Uruguay
| - Måndag 5 december: - Nederländerna–Kroatien 29–27 - Ryssland–Uruguay 43–16 - Japan–Kina 27–33 - Tisdag 6 december: - Uruguay 8–29 Nederländerna - Kroatien 31–30 Japan - Kina 20–36 Ryssland |  | - Onsdag 7 december: - Ryssland–Nederländerna 34–22 - Kina–Kroatien 29–35 - Japan–Uruguay 44–22 - Fredag 9 december: - Nederländerna–Japan 35–27 - Uruguay–Kina 18–45 - Ryssland–Kroatien 29–28 |  | - Lördag 10 december: - Nederländerna–Kina 30–27 - Japan–Ryssland 24–34 - Kroatien–Uruguay 44–9 |

### Tabell
| Plac | Land          | Po | V | O | F | M+  | M−  | Diff |
| ---- | ------------- | -- | - | - | - | --- | --- | ---- |
| 1    | Ryssland      | 10 | 5 | 0 | 0 | 176 | 110 | 66   |
| 2    | Nederländerna | 8  | 4 | 0 | 1 | 145 | 123 | 22   |
| 3    | Kroatien      | 6  | 3 | 0 | 2 | 165 | 126 | 39   |
| 4    | Kina          | 4  | 2 | 0 | 3 | 154 | 146 | 8    |
| 5    | Japan         | 2  | 1 | 0 | 4 | 152 | 155 | −3   |
| 6    | Uruguay       | 0  | 0 | 0 | 5 | 73  | 205 | −132 |

### Grupp B
Norge,  Ungern,  Slovenien,  Angola,  Sydkorea,  Australien
| - Måndag 5 december: - Slovenien–Sydkorea 42–35 - Norge–Angola 36–30 - Ungern–Australien 57–9 - Tisdag 6 december: - Australien–Slovenien 13–41 - Sydkorea–Norge 30–25 - Angola–Ungern 30–34 |  | - Onsdag 7 december: - Ungern–Slovenien 27–27 - Norge–Australien 47–10 - AngolavSydkorea 32–35 - Fredag 9 december: - Ungern–Sydkorea 42–29 - Slovenien–Norge 22–29 - Angola–Australien 47–8 |  | - Lördag 10 december: - Sydkorea–Australien 44–14 - Slovenien–Angola 27–28 - Norge–Ungern 18–20 |

### Tabell
| Plac | Land       | Po | V | O | F | M+  | M−  | Diff |
| ---- | ---------- | -- | - | - | - | --- | --- | ---- |
| 1    | Ungern     | 9  | 4 | 1 | 0 | 180 | 113 | 67   |
| 2    | Sydkorea   | 6  | 3 | 0 | 2 | 173 | 155 | 18   |
| 3    | Norge      | 6  | 3 | 0 | 2 | 155 | 112 | 43   |
| 4    | Slovenien  | 5  | 2 | 1 | 2 | 159 | 132 | 27   |
| 5    | Angola     | 4  | 2 | 0 | 3 | 167 | 140 | 27   |
| 6    | Australien | 0  | 0 | 0 | 5 | 54  | 236 | −182 |

### Grupp C
Danmark,  Polen,  Österrike,  Brasilien,  Elfenbenskusten,  Tyskland
| - Måndag 5 december: - Österrike–Elfbenskusten 32–21 - Polen–Tyskland 21–33 - Danmark–Brasilien 31–22 - Tisdag 6 december: - Brasilien–Polen 34–31 - Elfbenskusten–Danmark 21v42 - Tyskland–Österrike 34–27 |  | - Onsdag 7 december: - Brasilien–Elfenbenskusten 34–26 - Danmark–Tyskland 27–26 - Polen–Österrike 25–28 - Fredag 9 december: - Tyskland–Brasilien 32–24 - Österrike–Danmark 42–35 - Polen–Elfenbenskusten 31–26 |  | - Lördag 10 december: - Elfenbenskusten–Tyskland 24–40 - Danmark–Polen 33–28 - Österrike–Brasilien 29–32 |

### Tabell
| Plac | Land            | Po | V | O | F | M+  | M−  | Diff |
| ---- | --------------- | -- | - | - | - | --- | --- | ---- |
| 1    | Danmark         | 8  | 4 | 0 | 1 | 168 | 139 | 29   |
| 2    | Tyskland        | 8  | 4 | 0 | 1 | 165 | 123 | 42   |
| 3    | Brasilien       | 6  | 3 | 0 | 2 | 146 | 149 | −3   |
| 4    | Österrike       | 6  | 3 | 0 | 2 | 158 | 147 | 11   |
| 5    | Polen           | 2  | 1 | 0 | 4 | 136 | 154 | −18  |
| 6    | Elfenbenskusten | 0  | 0 | 0 | 5 | 118 | 179 | −61  |

### Grupp D
Frankrike,  Ukraina,  Rumänien,  Makedonien,  Argentina,  Kamerun
| - Måndag 5 december: - Ukraina–Kamerun 34–23 - Rumänien–Argentina 31–15 - Frankrike–Makedonien 25–22 - Tisdag 6 december: - Makedonien–Ukraina 29–29 - Argentina–Frankrike 11–33 - Kamerun–Rumänien 19–50 |  | - Onsdag 7 december: - Makedonien–Argentina 32–15 - Frankrike–Kamerun 33–17 - Ukraina–Rumänien 27–30 - Fredag 9 december: - Rumänien–Frankrike 28v26 - Kamerun–Makedonien 24–44 - Ukraina–Argentina 34–17 |  | - Lördag 10 december: - Rumänien–Makedonien 29–22 - Argentina–Kamerun 21–20 - Frankrike–Ukraina 27–32 |

### Tabell
| Plac | Land       | Po | V | O | F | M+  | M−  | Diff |
| ---- | ---------- | -- | - | - | - | --- | --- | ---- |
| 1    | Rumänien   | 10 | 5 | 0 | 0 | 168 | 109 | 59   |
| 2    | Ukraina    | 7  | 3 | 1 | 1 | 156 | 126 | 30   |
| 3    | Frankrike  | 6  | 3 | 0 | 2 | 144 | 110 | 34   |
| 4    | Makedonien | 5  | 2 | 1 | 2 | 149 | 122 | 27   |
| 5    | Argentina  | 2  | 1 | 0 | 4 | 79  | 150 | −71  |
| 6    | Kamerun    | 0  | 0 | 0 | 5 | 103 | 182 | −79  |

## Andra omgången

### Grupp I
| - Måndag 12 december: - Ungern–Kroatien 27–26 - Ryssland–Sydkorea 32–27 - Nederländerna–Norge 30–30 |  | - Tisdag 13 december: - Ungern–Nederländerna 37–30 - Sydkorea–Kroatien 38–34 - Norge–Ryssland 22–26 |  | - Torsdag 15 december: - Nederländerna–Sydkorea 29–26 - Ungern–Ryssland 33–35 - Kroatien–Norge 25–37 |

### Tabell
| Plac | Land          | Po | V | O | F | M+  | M−  | Diff |
| ---- | ------------- | -- | - | - | - | --- | --- | ---- |
| 1    | Ryssland      | 10 | 5 | 0 | 0 | 156 | 132 | 24   |
| 2    | Ungern        | 8  | 4 | 0 | 1 | 159 | 138 | 21   |
| 3    | Nederländerna | 5  | 2 | 1 | 2 | 140 | 154 | −14  |
| 4    | Sydkorea      | 4  | 2 | 0 | 3 | 150 | 162 | −12  |
| 5    | Norge         | 3  | 1 | 1 | 3 | 132 | 131 | 1    |
| 6    | Kroatien      | 0  | 0 | 0 | 5 | 140 | 160 | −20  |

### Grupp II
| - Måndag 12 december: - Tyskland–Frankrike 32–26 - Brasilien–Rumänien 33–35 - Danmark–Ukraina 28–28 |  | - Tisdag 13 december: - Tyskland–Rumänien 26–37 - Brasilien–Ukraina 33–32 - Danmark–Frankrike 22–19 |  | - Torsdag 15 december: - Tyskland–Ukraina 29–26 - Brasilien–Frankrike 35–23 - Danmark–Rumänien 29–33 |

### Tabell
| Plac | Land      | Po | V | O | F | M+  | M−  | Diff |
| ---- | --------- | -- | - | - | - | --- | --- | ---- |
| 1    | Rumänien  | 10 | 5 | 0 | 0 | 163 | 141 | 22   |
| 2    | Danmark   | 7  | 3 | 1 | 1 | 137 | 128 | 9    |
| 3    | Tyskland  | 6  | 3 | 0 | 2 | 145 | 140 | 5    |
| 4    | Brasilien | 4  | 2 | 0 | 3 | 147 | 153 | −6   |
| 5    | Ukraina   | 3  | 1 | 1 | 3 | 145 | 147 | −2   |
| 6    | Frankrike | 0  | 0 | 0 | 5 | 121 | 149 | −28  |

## Slutspel

### Matcherna om 5/6 och 7/8 plats
- Lördag 17 december
  - Placering 7 och 8:
    - Sydkorea–Brasilien  28–29
- Söndag 18 december
  - Placering 5 och 6:
    - Nederländerna–Tyskland  28–26

### Semifinaler
- Lördag 17 december
  - Rumänien–Ungern  26–24 
  - Ryssland–Danmark  31–24

### Match om tredje pris
- Söndag 18 december
  - Ungern–Danmark  27–24

### Final
- Söndag 18 december
  - Ryssland–Rumänien  28–23 [1][2]

## Slutställning[3]
|    | Ryssland        |
|    | Rumänien        |
|    | Ungern          |
| 4  | Danmark         |
| 5  | Nederländerna   |
| 6  | Tyskland        |
| 7  | Brasilien       |
| 8  | Sydkorea        |
| 9  | Norge           |
| 10 | Ukraina         |
| 11 | Kroatien        |
| 12 | Frankrike       |
| 13 | Österrike       |
| 14 | Slovenien       |
| 15 | Makedonien      |
| 16 | Angola          |
| 17 | Kina            |
| 18 | Japan           |
| 19 | Polen           |
| 20 | Argentina       |
| 21 | Elfenbenskusten |
| 22 | Kamerun         |
| 23 | Uruguay         |
| 24 | Australien      |

## All-Star Team
- Målvakt: Luminița Dinu, Rumänien
- Vänstersexa: Valentina Neli Ardean Nilsei, Rumänien
- Vänsternia: Pearl van der Wissel, Nederländerna
- Mittnia: Anita Görbicz, Ungern
- Mittsexa: Ljudmila Bodnijeva, Ryssland
- Högernia: Grit Jurack, Tyskland
- Högersexa: Woo Sun-hee, Sydkorea